# Madame Herbault
Madame Herbault, est une marchande de modes, modiste et couturière française. 
Madame Herbault est en faveur et devient une couturière très demandée pendant le Premier Empire, la Restauration et la Monarchie de Juillet.
Elle jouit de la faveur de la l'impératrice Joséphine de Beauharnais.
Elle installe sa boutique, Modes et Nouveautés Herbault, au 9 rue Neuve Saint-Augustin à Paris. 
Dans les années 1820, Madame Corot, Mademoiselle Fanny, Madame Guérin, ou encore Madame Herbault sont les grandes figures de modes de l’époque.